# Holger Gerwalt
Holger Gerwalt (* 7. März 1959) ist ein ehemaliger deutscher Fußballspieler. 

## Leben
Gerwalt spielte beim TuS Hamburg und beim SC Concordia Hamburg, ehe er zum FC St. Pauli ging.
Er kam im Spieljahr 1978/79 beim FC St. Pauli unter Trainer Josef Piontek auf 22 Einsätze in der 2. Fußball-Bundesliga. Nachdem die Hamburger im Sommer 1979 keine Teilnahmeberechtigung für die 2. Bundesliga erhalten hatten und in die Oberliga zwangsabsteigen mussten, lag Gerwalt ein Angebot des Zweitligisten FC 08 Homburg vor, welches er aber ablehnte. Gerwalt spielte weiterhin für den FC St. Pauli, um bei seiner in Hamburg lebenden Freundin bleiben zu können. Er wurde teils im Mittelfeld, teils als Außenverteidiger eingesetzt. 1980 begann er eine Banklehre. Gerwalt war Amateurauswahlspieler des Hamburger Fußball-Verbands. In der Saison 1980/81, in der Gerwalt durch seine Torgefahr auffiel, wurde er mit St. Pauli Meister der Oberliga Nord. Das Endspiel um die deutsche Amateurmeisterschaft, das die Hamburger im Juni 1981 gegen die 1. FC Köln Amateure verloren, verpasste Gerwalt, da er sich im April 1981 im linken Knie Bänderrisse und einen Meniskusschaden zugezogen hatte und operierte worden war. Nach der Knieverletzung fasste er bei St. Pauli nicht wieder Fuß und wurde ausgemustert, ab Dezember 1981 spielte Gerwalt beim SV Lurup in der Oberliga, in der Saison 1982/83 dann in der Verbandsliga. Er stieg mit Lurup 1983 in die Oberliga auf und wechselte zur Saison 1983/84 zum SC Concordia (ebenfalls Oberliga). Gerwalt spielte bis 1984 für Concordia und ging dann aus beruflichen Gründen nach Frankfurt am Main.